# Comuna de Sztum
Sztum (polaco: Gmina Sztum) é uma gminy (comuna) na Polónia, na voivodia de Pomerânia e no condado de Sztumski. A sede do condado é a cidade de Sztum.
De acordo com os censos de 2004, a comuna tem 17 949 habitantes, com uma densidade 99,3 hab/km².

## Área
Estende-se por uma área de 180,84 km², incluindo:
- área agricola: 61%
- área florestal: 25%

## Demografia
Dados de 30 de Junho 2004:
|                      | Total   | Total | Mulheres | Mulheres | Homens  | Homens |
| -------------------- | ------- | ----- | -------- | -------- | ------- | ------ |
|                      | pessoas | %     | pessoas  | %        | pessoas | %      |
| População            | 17 949  | 100   | 9215     | 51,3     | 8734    | 48,7   |
| Densidade (pop./km²) | 99,3    | 100   | 51       | 51       | 48,3    | 48,3   |

De acordo com dados de 2005, o rendimento médio per capita ascendia a 1614,05 zł.

## Comunas vizinhas
- Gniew, Malbork, Mikołajki Pomorskie, Miłoradz, Pelplin, Ryjewo, Stary Targ